# Villeret, Bern
Villeret BE là một đô thị trong huyện Jura bernois, bang Valais, Thụy Sĩ. Đô thị này có diện tích 16,22 km2, dân số thời điểm tháng 12 năm 2009 là 918 người.